# Ibiškovec jedlý
Ibiškovec jedlý (Abelmoschus esculentus) je rostlina z čeledi slézovité. Je znám též jako okra, ibišek jedlý nebo pod zavádějícím názvem proskurník jedlý. Je to jednoletá bylina s dlanitě laločnými listy a velkými žlutými květy. Ibiškovec jedlý je stará kulturní rostlina, pocházející pravděpodobně z Indie. Nezralé plody, okra, jsou zejména v Asii a Africe široce využívány jako zelenina. Rostlina poskytuje také vlákna podobná jutě.

## Popis
Ibiškovec jedlý je 1 až 2 metry vysoká jednoletá bylina se střídavými listy. Téměř celá rostlina je řídce pokryta špičatými chlupy. Stonek je často dutý. Listy jsou dlanitě laločnaté se 3 až 7 laloky, s čepelí 10 až 30 cm v průměru a 7 až 15 cm dlouhým řapíkem. Okraj čepele je řídce zubatý.
Květy jsou jednotlivé, úžlabní, s 1 až 2 cm dlouhou stopkou. Kalich je zvonkovitý, 2 až 3 cm dlouhý, hustě hvězdovitě chlupatý, podepřený 7 až 10 nitkovitými listeny kalíšku. Koruna je žlutá nebo zlatožlutá nebo řidčeji bílá, se sytě purpurovým středem, a dosahuje velikosti 5 až 7 cm v průměru. Tobolka je 10 až 25 cm dlouhá a 1,5 až 2 cm široká, dlouze zobanitá, se 30 až 60 kulovitými šedými semeny.

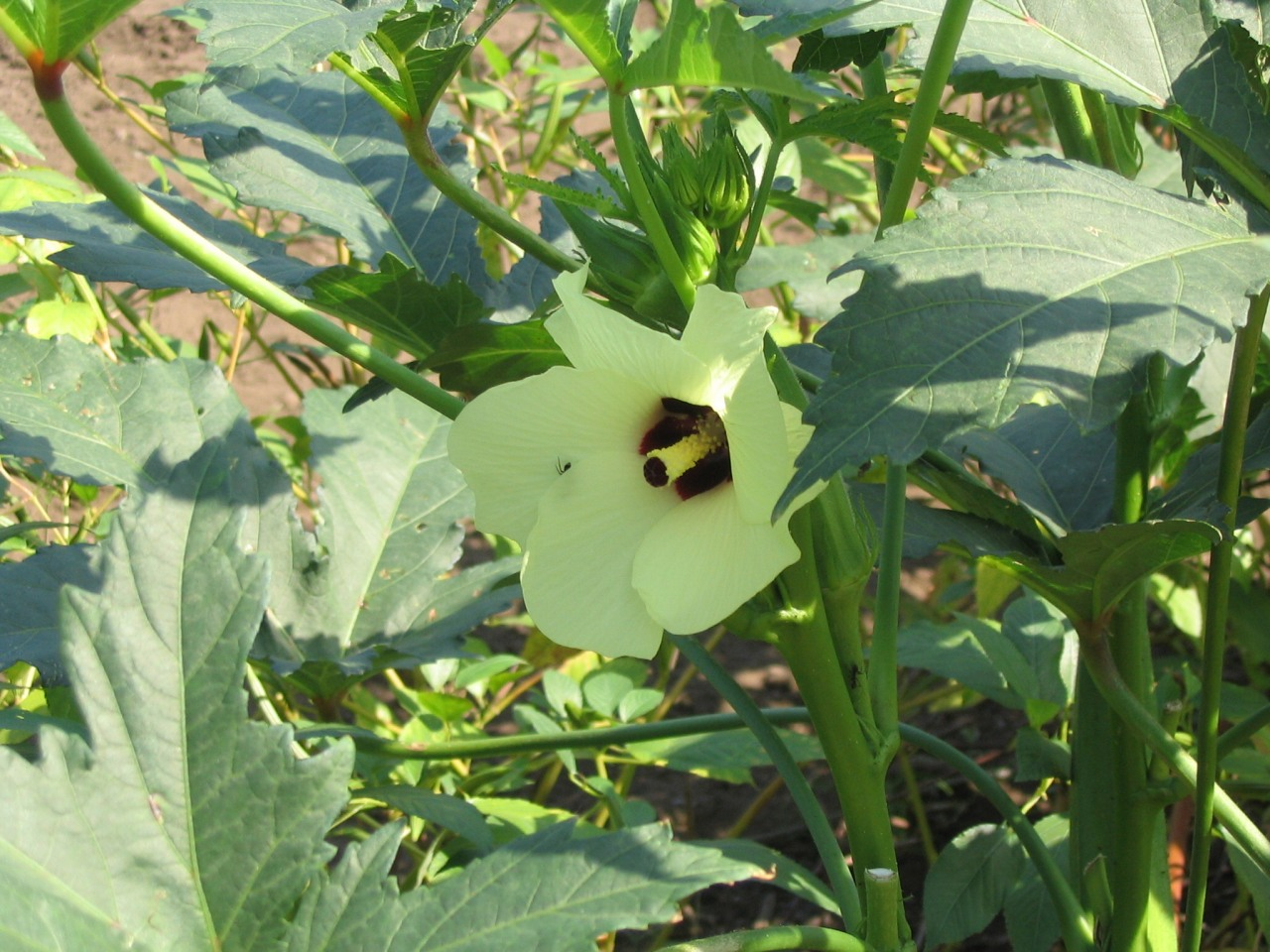
Kvetoucí ibiškovec jedlý
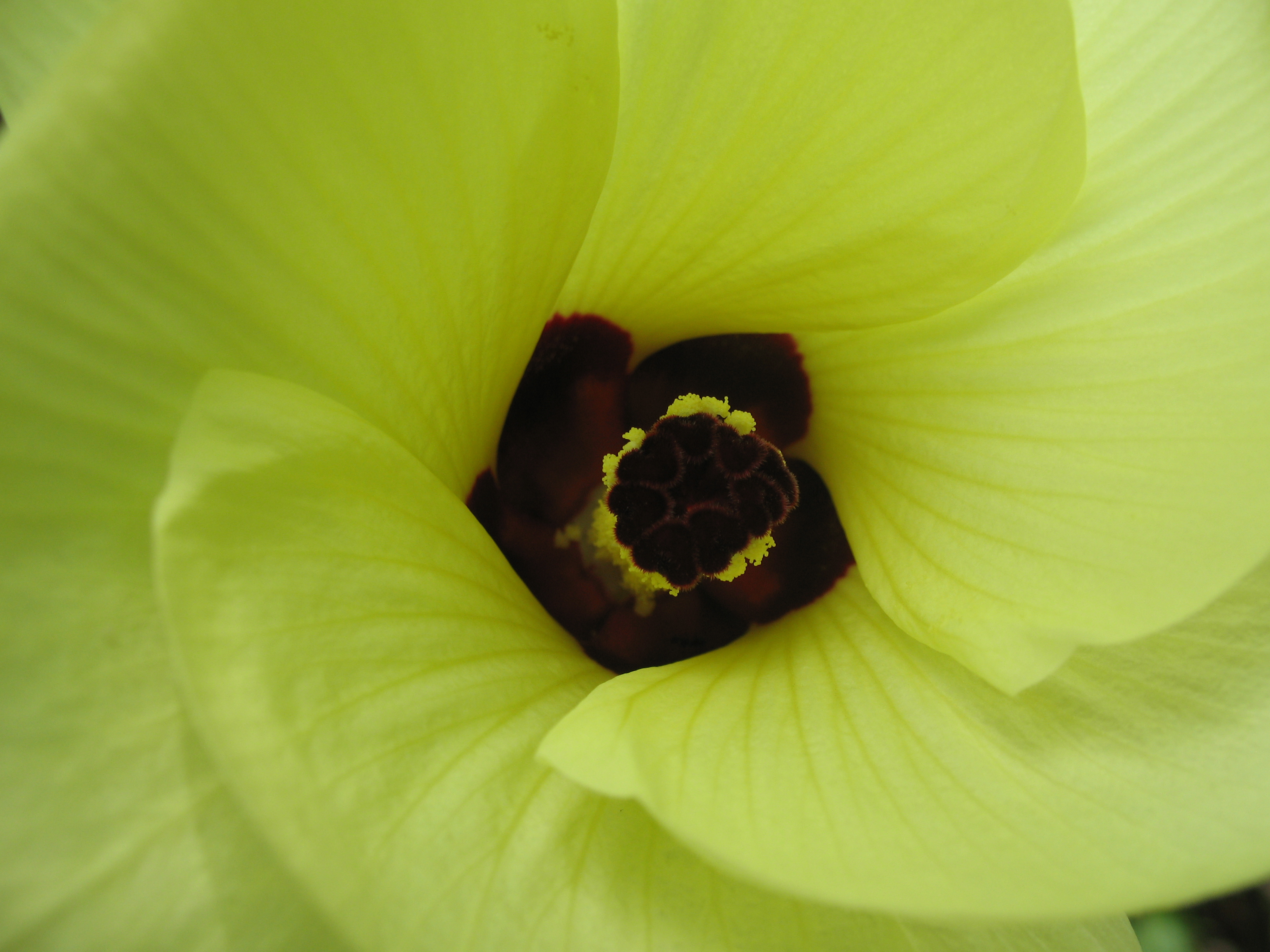
Detail květu ibiškovce jedlého
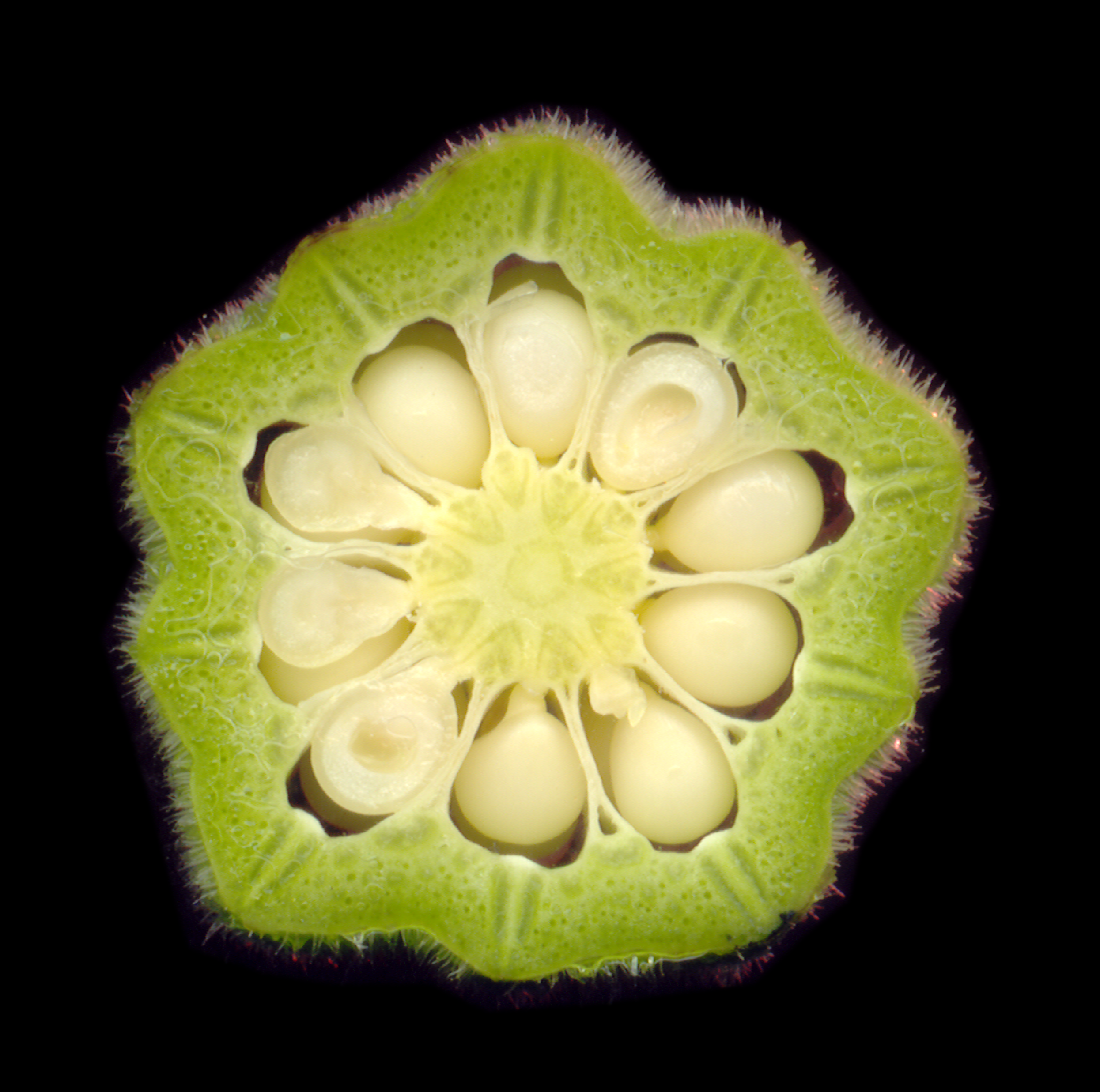
Řez nezralým plodem ibiškovce jedlého

## Rozšíření
Rostlina pochází patrně z Indie nebo z Afriky. Dnes je rozšířena do tropických a subtropických oblastí celého světa.

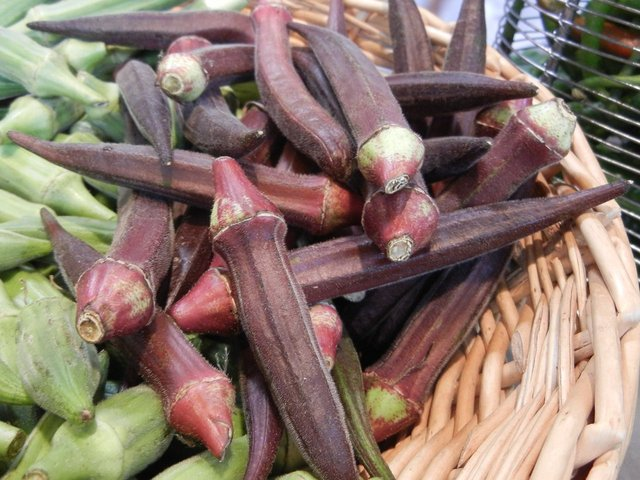
Plody ibiškovce jedlého

## Význam
Ibiškovec jedlý je stará kulturní rostlina a byl pěstován v Egyptě již 2000 let před naším letopočtem. Lusky jsou v některých částech světa, zejména v Asii a Africe, významnou zeleninou, známou jako okra. Sklízejí se nezralé, konzumují se syrové nebo různým způsobem tepelně upravené. Ze stonků ibiškovce jedlého je získáváno hladké hnědé vlákno podobné vláknu z jutovníku.

## Využití v kuchyni
Vařené oplodí ibiškovce je mazlavé. Ačkoliv tak mnoha lidem chutná, bývá dávána přednost způsobu přípravy, který slizkost pokrmu minimalizuje. Toho lze dosáhnout, pokud se oplodí vaří vcelku a krátce. Je též možné plodinu rychle osmahnout nebo vařit s kyselými přísadami, jako jsou citrusy, rajčata nebo ocet. Obvykle stačí několik kapek citronové šťávy. Případně se plody nakrájí a vaří dlouhou dobu, díky čemuž se mazlavá hmota rozpustí – tímto způsobem se ibiškovec připravuje například v gumbu, kde slouží jako zahušťovadlo. Nezralé plody lze též sterilovat.
V Sýrii, Tunisku, Egyptě, Řecku, Íránu, Iráku, Jordánsku, Libanonu, Turecku, Jemenu a dalších částech východního Středomoří, včetně Kypru a Izraele, se ibiškovec běžně používá v dušených pokrmech (přípravou podobných českému guláši) se zeleninou a masem. Tato zelenina je také velmi oblíbená v západní Asii, severní Indii a Pákistánu. V Karibiku se ibiškovec podává ve formě polévky, často s rybou.

## Dostupnost
V České republice lze zakoupit mražený ibiškovec ve specializovaných prodejnách asijských nebo arabských specialit, naložený ibiškovec v omáčce je k dostání v mezinárodní sekci velkých supermarketů a obchodech s arabskými nebo tureckými specialitami.